# Фёдоровка (Первомайский район)
Фёдоровка (укр. Федорівка) — село в Первомайском районе Николаевской области Украины.
Основано в 1908 году. Население по переписи 2001 года составляло 444 человек. Почтовый индекс — 56322. Телефонный код — 5135. Занимает площадь 1,303 км².

## Местный совет
56320, Николаевская область, Врадиевский р-н, с. Краснополь, ул. Лебеденка, 3